# 강경식 (1966년)
강경식(姜景植, 1966년 10월 9일 ~ )은 대한민국의 제9·10대 제주특별자치도의원이다.

## 학력
- 영락국민학교 졸업
- 무릉중학교 졸업
- 오현고등학교 졸업
- 제주대학교 경제학과 학사 졸업

### 비학위 수료
- 제주대학교 경영대학원 경영학 석사 수료
- 제주대학교 대학원 관광경영학 박사 과정 수료

## 경력
- 민주노동당 제주도당 위원장
- 탐라대학교 겸임교수
- 제주산업정보대학 겸임교수
- 제주국제대학교 특임강사
- 곶자왈사람들 재단 이사장
- 제주주민자치연대 집행위원회 위원장
- 제주주민자치연대 참여자치위원회 위원장
- 2010.07 ~ 2014.06 제9대 제주특별자치도의회 의원
- 2010.07 ~ 2012.07 제9대 제주특별자치도의회 전반기 행정자치위원회 위원
- 2010.07 ~ 2012.07 제9대 제주특별자치도의회 전반기 예산결산특별위원회 위원
- 2010.07 ~ 2010.07 제9대 제주특별자치도의회 김부일 환경부지사 인사청문특별위원회 위원
- 2010.09 ~ 2011.04 제9대 제주특별자치도의회 해군기지건설갈등해소특별위원회 위원
- 2012.07 ~ 2014.06 제9대 제주특별자치도의회 후반기 의회운영위원회 위원
- 2012.07 ~ 2014.06 제9대 제주특별자치도의회 후반기 문화관광위원회 위원
- 2012.07 ~ 2014.06 제9대 제주특별자치도의회 후반기 예산결산특별위원회 위원
- 2013.06 ~ 2013.09 제9대 제주특별자치도의회 FTA대응특별위원회 위원
- 2012.09.25 통합진보당 탈당
- 2014.07 ~ 2018.06 제10대 제주특별자치도의회 의원
- 2014.07 ~ 2016.07 제10대 제주특별자치도의회 전반기 교육위원회 위원
- 2014.07 ~ 2016.07 제10대 제주특별자치도의회 전반기 예산결산특별위원회 위원
- 2014.07 ~ 2014.07 제10대 제주특별자치도의회 박정하 환경·경제부지사 인사청문특별위원회 위원
- 2014.08 ~ 2016.02 제10대 제주특별자치도의회 FTA대응특별위원회 위원
- 2014.08 ~ 2014.08 제10대 제주특별자치도의회 별정직 지방공무원에 보하는 부지사 예정자 인사청문특별위원회 위원
- 2014.10 ~ 2014.10 제10대 제주특별자치도의회 제주시장 예정자 인사청문특별위원회 위원
- 2014.11 ~ 2014.11 제10대 제주특별자치도의회 감사위원장 예정자 인사청문특별위원회 위원
- 2015.09 ~ 2017.06 제10대 제주특별자치도의회 제주특별법제도개선 및 토지정책특별위원회 위원
- 2016.07 ~ 2018.06 제10대 제주특별자치도의회 후반기 행정자치위원회 위원

## 수상
- 2014.01 제2회 대한민국 위민의정대상 우수상

## 역대 선거 결과
|  | 25.59% |

|  | 53.39% |

|  | 47.22% |